# کارل کانلی
کارل کانلی (انگلیسی: Karl Connolly؛ زادهٔ ۹ فوریهٔ ۱۹۷۰) بازیکن فوتبال اهل بریتانیا است.
از باشگاه‌هایی که در آن بازی کرده‌است می‌توان به باشگاه فوتبال پرسکوت کابلس، باشگاه فوتبال وارینگتون تاون، باشگاه فوتبال کویینز پارک رنجرز، باشگاه فوتبال سوانزی سیتی، و باشگاه فوتبال ورکسام اشاره کرد.